# Breitbildfernsehen
Breitbildfernsehen bezeichnet ein Fernsehsignal, welches im Seitenverhältnis 16:9 (Breite zu Höhe) gesendet wird. Dies trifft heute auf die Mehrzahl aller Fernsehübertragungen in den Industrieländern zu. Breitbildformate entsprechen dem Gesichtsfeld des Menschen stärker als das klassische Fernsehformat 4:3.

## Etablierung
Der Begriff entstand Ende der 1990er Jahre im Zuge der Marktreife neuer Fernseh- und Filmtechnologien. In einem Aktionsplan beschloss die Europäische Kommission im Jahr 1997 die Einführung von Breitbildfernsehen anstelle des klassischen Fernsehformats 4:3.
Die erste Ausstrahlung von Breitbildfernsehen im Format 16:9 erfolgte auf Basis des Aktionsplan der Kommission bei der Fußballweltmeisterschaft in Frankreich im Jahr 1998 durch den Lizenz-Inhaber TVRS'98 (Television Radio Services 98). Einzelne Produktionen öffentlich-rechtlicher Anstalten wie Kultursendungen oder Dokumentationen wurden zum Teil ab Mitte der 1990er Jahre in 16:9 produziert, danach folgten zahlreiche Fernsehfilme und -serien. Die Ausstrahlung erfolgte jedoch weitgehend im Format 4:3. Während der Fußball-Weltmeisterschaft 2006 übertrug der Pay-TV-Sender Premiere erstmals alle Spiele mittels HDTV im Breitbildformat 16:9.

### Deutschsprachiger Raum
Ab dem Jahr 2003 verkaufte der Elektronikhandel anteilig mehr Flachbildschirme als klassische Fernsehgeräte. Flachbildschirme waren fast ausschließlich im Breitformat am Markt, wodurch in Deutschland und Österreich etwa ab Ende 2007 mehr 16:9-Flachbildschirme als 4:3-Fernseher in Betrieb waren. 2010 waren es bereits 70 % Marktanteil.
Der vollständige Wechsel auf Breitbildfernsehen im Format 16:9 erfolgte im deutschsprachigen Raum im Jahr 2007. In Deutschland wechselten die öffentlich-rechtlichen Sender bis Ende 2007 auf das Breitbildformat. Die privaten Sender folgten im Jahr 2008. In Österreich erfolgte die Umstellung etwas früher im April 2007. Die österreichischen Privat-Sender folgten 2008 oder später.

### Weitere Länder
In Großbritannien wechselten die großen Sender in den 2000er Jahren auf Breitbildfernsehen. Zuschauer mit 4:3-Fernsehern hatten jedoch die Möglichkeit an ihren Digitalempfängern das 16:9-Bild hineingezoomt als 4:3-Bild (als Pan & Scan) ausgeben zu lassen. In den Beneluxländern stellten die meisten größeren Sendeanstalten bereits 2004 weitgehend auf Breitbildfernsehen um.

## Vergleich von 4:3 und 16:9
| 4:3 (1.33:1) | 16:9 (1.78:1) |
| ------------ | ------------- |